# Rectoria de Pont de Molins
L'antiga rectoria de la parròquia de Sant Sebastià de Molins és un edifici protegit com a bé cultural d'interès local del municipi de Pont de Molins (Alt Empordà).

## Descripció
Està situada dins del nucli urbà de la població de Pont de Molins, al bell mig del terme de Molins, adossada al mur de ponent de l'església de Sant Sebastià.
És un edifici de planta rectangular, amb la coberta de teula de dues vessants i distribuït en planta baixa i dos pisos. Totes les obertures de l'edifici són rectangulars, la majoria reformades. Les del pis superior estan bastides amb maons. De la façana principal, adossada a l'església, destaca el portal d'accés, amb els brancals bastits amb carreus de pedra i la llinda plana gravada amb la inscripció "1784 RECTORIA FETA PER LO COMU DE MOLINS".
La construcció està bastida amb pedra sense treballar de diverses mides lligada amb abundant morter de calç.

## Història
Ubicada al barri de Molins de Dalt, representa el nucli originari del poble de Molins. El lloc de Molins és documentat al segle X com una de les possessions del monestir de Sant Pere de Rodes. També apareix en una de les epístoles del papa Benet VII de l'any 974.
El poble va formar part del municipi de Llers fins al segle xviii, sent la capella de Santa Maria sufragània de la parròquia de Llers. Les cases conservades a Molins de Dalt, són majoritàriament dels segles XVII-XVIII, tot i que és molt probable que haguessin estat construïdes sobre antigues edificacions medievals. En el cas de la rectoria es pot observar una llinda que mostra la data de construcció, 1784 i el comú de Molins com a responsable de l'edificació.
Actualment, després d'haver estat llogat durant anys com a habitatge, l'edifici resta deshabitat.